# Viktor Ebenstein
Viktor Ebenstein (* 20. Jänner 1888 in Wien; † 3. Jänner 1968 ebenda) war ein österreichischer Pianist und Musikpädagoge.

## Leben
Viktor Ebenstein besuchte das Schottengymnasium und lernte bei Theodor Leschetizky Klavier und bei Franz Schmidt Theorie und Komposition. Ab 1906 war er als Korrepetitor und Theaterkapellmeister in Mainz und Karlsbad tätig. An der Universität Wien studierte er Musikwissenschaft bei Guido Adler und wurde 1912 mit der Dissertation Die Messen Philipp de Montes mit besonderer Berücksichtigung seiner Parodietechnik zum Dr. phil. promoviert. Anschließend unternahm er erfolgreiche Konzerttourneen, ab 1917 lebte er in Zürich. Ab 1920 unterrichtete er Klavier an der Wiener Musikakademie. Nach dem Anschluss Österreichs 1938 wurde er  seines Amtes enthoben und 1939 pensioniert. Von 1945 bis 1956 unterrichtete er wieder an der Musikakademie. Zu seinen Schülern zählten unter anderen Isolde Ahlgrimm, Friedrich Schery und Wesselin Stojanow. Ebenstein schrieb außerdem Stücke für Klavier und spielte Klaviersoli im Film Eroica.
1947 wurde ihm der Titel Hofrat verliehen, 1949 wurde er zum außerordentlichen Professor ernannt.